# フレデリック・マーヴィン

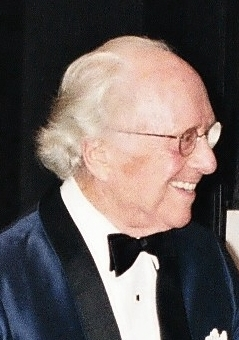
フレデリック・マーヴィン(2006年)

フレデリック・マーヴィン（英語: Frederick Marvin、1920年6月11日 – 2017年5月11日）は、アメリカ合衆国のピアニスト、音楽学者。ミラン・ブランシェ、アルトゥル・シュナーベル、ルドルフ・ゼルキン、クラウディオ・アラウに師事した。1948年にニューヨークのカーネギー・ホールで演奏し、その期の最優秀デビュー賞を受賞した。
1968年にシラキュースに移り、当初はアーティスト・イン・レジデンス、後にシラキュース大学の教授兼ピアノ科長を務めた。また、ドイツのフィリップス大学マールブルグ校の客員教授を務めた。
アントニオ・ソレールに関する研究では、デルアモ財団からの助成金2件、フルブライト・フェローシップ3件、米国・スペイン文化・教育協力合同委員会からの助成金3件など、さまざまな助成金を受けていた。

## 私生活
1959年、オーストリアにある作曲家アントン・ブルックナーの墓を訪れた際、のちに同居人となるエルンスト・シューと出会った。シューはオペラ評論家で、マーヴィンのマネージャーをしていた。ニューヨーク州で同性婚が合法化されるまでの52年間、二人は共同して生活を共にした。2011年にオーストリアとニューヨーク州シラキュースで結婚し、シラキュースではステファニー・マイナー市長が式を執り行った。